# فروع الكيمياء
فروع أو (أقسام الكيمياء) عديدة فعلم الكيمياء له تأثير على معظم نواحي الحياة . فالتفاعلات والتحولات الكيميائية تحدث في كل الأوقات وفي كل مكان. فالهواء الذي تتنفسه الكائنات الحية ينتج من تفاعلات كيميائية، والإنسان يحتاج إلى الهواء ليستخدمه الجسم في حدوث تفاعلات كيميائية ضرورية للحياة. كما أن عملية هضم الطعام هي عبارة عن تفاعلات كيميائية تحدث داخل الجسم للحصول على المواد الغذائية البسيطة من اجل الحياة. وكما أن النمو و القدرة على الرؤية عبارة عن تفاعلات كيميائية ناتجة من تفاعلات كيميائية.
الكيمياء (بالإنجليزية: Chemistry) هو علم يدرس العناصر الكيميائية والمواد الكيميائية من حيث (التركيب والخواص والبناء) والتحولات المتبادلة فيما بينها (التفاعلات الكيميائية).وهو علم دراسة المادة وخواصها وتركيبها وتحولاتها من شكل إلى آخر بواسطة التفاعلات الكيميائية. تركز الكيمياء على دراسة الذرات atoms (وحدات بناء المادة) وتفاعلاتها مع بعضها البعض عند الانفصال أو الاتحاد لتكوين الجزيئات molecules (مجموعة ذرات مترابطة مع بعضها البعض) ،وتفاعل الجزيئات مع بعضها لتكوين انواع أخرى، ودراسة ما يحدث من تغييرات في الطاقة energy أثناء هذه التفاعلات الكيميائية chemical reactions.
ودراسة علم الكيمياء ضرورية لدراسة بعض العلوم الأخرى مثل الطب والصيدلة والاحياء والجيولوجيا وبعض العلوم الهندسية مثل الهندسة الكيميائية، و أساسي لفهم علوم أخرى مختلفة .

الرسم المتحرك لمعامل النشاط

Rgb2bb

## أقسامالكيمياءالاساسية
1. كيمياء لاعضوية: هي دراسة خواص وتفاعلات المركبات الغير عضوية. ولا يوجد هناك حد واضح للتفريق بين الكيمياء العضوية والغير عضوية, كما أن هناك تداخل كبير بينهما, ويكون أهمه في فرع آخر يسمى كيمياء الفلزات العضوية.
2. كيمياء عضوية: هي دراسة تركيب, وخواص, وتفاعلات المركبات العضوية.
3. كيمياء فيزيائية: هي دراسة الأصل الفيزيائى للتفاعلات والأنظمة الكيميائية. ولمزيد من التحديد فإنها تدرس تغيرات حالات الطاقة في التفاعلات الكيميائية. ومن الفروع التي تهم الكيميائيين المتخصصين في الكيمياء الحرارية, الكيمياء الحركية, كيمياء الكم, الميكانيكا الإحصائية, علم الأطياف.
4. كيمياء حيوية: هي دراسة المواد الكيميائية, والتفاعلات الكيميائية التي تحدث في الكائنات الحية.
5. كيمياء تحليلية: هي تحليل عينات من المادة لمعرفة التركيب الكيميائى لها وكيفية بنائها.[3]

### المراحل التي مر بها علم الكيمياء
- مرحلة علم الصنعة : والتي ظهرت فيها خرافة تحويل المعادن الرخيصة إلى معادن ثمينة.
- مرحلة الكيمياء التي اتجهت إلى الطب : ففي هذه المرحلة تم تحضير العقاقير لشفاء المرضى وقد برز العلماء العرب في ذلك من مثل جابر بن حيان وابن سينا والرازي
- مرحلة نظرية الفلوجستون : التي بدأت في النصف الثاني من القرن السابع عشر والتي تقول أن الفلوجستون عنصر يساعد المادة على الإشتعال ويتحد معها مكوناً أكسيد المادة وأسموه (كالكس) : معدن + فلوجستون ----> كالكس وقد بقيت النظرية سائدة حتى أتى العالم الفرنسي لافوازيه عام 1778م وأثبت خطأ هذه النظرية عندما سخن الزئبق وبرهن أن عملية الإحتراق عبارة عن اتحاد أكسجين الهواء بالمادة (تأكسد) وليس كما قالت نظرية الفلوجستون
- المرحلة الرابعة والأخيرة هي علم الكيمياء الحديثة التي بدأت في أواخر القرن الثامن عشر.[4]

## أقسامالكيمياءالفرعية

### كيمياء لاعضوية
هي الفروع التي تتبع لاقسام الكيمياء الأساسية ولا يوجد هناك حد واضح للتفريق بين اقسام وفروع الكيمياء المختلفة كما أن هناك تداخل كبير بينها وبين العلوم الأخرى وهي دائماً في تطور مع الزمن
وتشمل: دراسة كل العناصر الموجودة في الجدول الدوري والمجموعات التي تنتمي إليها.

### كيمياء عضوية
الكيمياء العضوية (بالإنجليزية: Organic Chemistry)‏ هي أحد فروع علم الكيمياء. ويدرس بنية وخواص وتفاعلات المركبات والمواد العضوية، أي المواد التي تحتوي على عنصر الكربون. دراسة البنية تتضمن استخدام المطيافية (مثل رنين مغناطيسي نووي) ومطيافية الكتلة والطرق الفيزيائية والكيميائية الأخرى لتحديد التركيب الكيميائي والصيغة الكيميائية للمركبات العضوية.إلى عناصر أخرى و تشمل:-
كيمياء عضوية فلزية وكيمياء عضوية لا فلزية وللمزيد من المعلومات انظر :⇓

### الكيمياء الفيزيائية
يعود نشوء الكيمياء الفيزيائية إلى منتصف القرن الثامن عشر . فقد ادت المعلومات التي تجمعت حتى تلك الفترة في فرعي الفيزياء والكيمياء إلى فصل الكيمياء الفيزيائية كمادة علمية مستقلة ، كما ساعدت على تطورها فيما بعد . ولقد وضع العالم الروسي ميخائيل لومونوسوف أول كتاب جامعي في الكيمياء الفيزيائية .
وهي دراسة الأصل الفيزيائى للتفاعلات والأنظمة الكيميائية. أو بمعنى آخر هو تداخل علم الكيمياء مع علم الفيزياء والطبيعة وكذلك فإنها تدرس تغييرات حالات الطاقة في التفاعلات الكيميائية.

### كيمياء حيوية
إن هذا العلم متفرع و له علاقة بعلوم أخرى كثيرة ويعرف بكيمياء الكائنات الحية على اختلاف أنواعها عن طريق دراسة المكونات الخلوية لهذه الكائنات من حيث تراكيبها الكيميائية ومناطق تواجدها ووظائفها الحيوية فضلا عن دراسة التفاعلات الحيوية المختلفة التي تحدث داخل هذه الخلايا الحية من حيث البناء والتخليق، أو من حيث الهدم وإنتاج الطاقة تشمل:انظر⇓
- كيمياء حيوية تركيبية | كيمياء حيوية فسيولوجية | كيمياء حيوية وظيفية
- كيمياء نبات | كيمياء حيوان
- انزيمات | هرمونات | سموم
- بروتينات | كاربوهيدرات |نشويات | سكريات | دهنيات | فيتامينات | يوريا

### كيمياء تحليلية
هي دراسة التركيب الكيميائي للمواد الطبيعية والاصطناعية. بخلاف الفروع الأخرى من الكيمياء مثل الكيمياء اللاعضوية أو الكيمياء العضوية فإن الكيمياء التحليلية غير محصورة بنوع محدد من المركبات أو بنوع معين من التفاعلات الكيميائية.

### المحاليل
في الكيمياء، المحلول هو مزيج متجانس من مادتين أو أكثر، لا يمكن عزلهما عن بعضهما البعض بأي أسلوب ميكانيكي، كالترشيح مثلاً ويتكون من مذيب ومذاب وغالبا يكون المذيب أكبر من المذاب. وعملية الحلّ تُسمّى أيضًا الذوبان. يمكن فصلهما عن طريق التبخير مثلا بحيث لا يتسبب في أي تفاعل كيميائي بين المادتين ، مثال على ذلك محلول ملح الطعام في الماء. تتكون من : مذاب | مذيب وانواعها : محلول منظم | محلول قياسي | محلول مشبع
تشمل:
- معايرة وهي عدة انواع: معايرة تعادل | معايرة أكسدة-اختزال | معايرة معقدات | معايرة ترسيب